# Tomoterapia

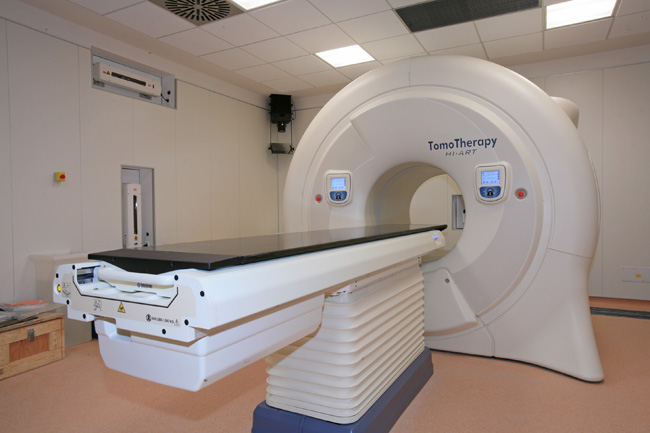
Instrumento de tomoterapia.

La tomoterapia es un tratamiento médico que consiste en aplicar en orden helicoidal un haz de radiación en un acelerador lineal de 6 megavoltios montado en un anillo que rota alrededor del paciente, desplazándose regularmente a través de este anillo.

## Características
El grosor del haz de radiación es ajustable desde 0.5 a 5 cm y el perfil de dosis puede ser modificado dinámicamente utilizando un colimador de 64 láminas (cada una de ellas con un grosor de 0.625 cm en la proyección sobre el plano perpendicular al haz que pasa por el isocentro) para la realización de radioterapia con intensidad modulada o IMRT (Intesity Modulated Radiation Therapy). Los detectores de tomografía computerizada o CT (Computed Tomography) del dintel opuesto al acelerador lineal permite la obtención de imágenes de megavoltaje para la realización de radioterapia guiada por imágenes o IGRT (Image-guided Radiation Therapy). La planificación de tratamiento se consigue con un sistema de planificación inversa.

## Historia
La primera tomoterapia fue aplicada por un sistema denominado Corvus llevada a cabo por la corporación Nomos. Este fue el primer sistema comercial para la planificación y entrega de una radioterapia con intensidad modulada o IMRT. El sistema original, diseñado exclusivamente para su uso en el cerebro, incorpora un sistema de fijación del cráneo, para prevenir el movimiento del paciente mientras se le aplica el procedimiento. Sin embargo, algunos usuarios quitaron el sistema de fijación y aplicaron esta técnica a tumores ubicados en otra partes del cuerpo.
El sistema fue desarrollado en 1992 en la Universidad de Wisconsin-Madison por los profesores Thomas Rockwell Mackie y Paul Reckwerdt. Una pequeña fuente de megavoltaje de rayos X fue montada en algo parecido a la fuente de CT, y geométricamente provee la oportunidad de obtener imágenes del cuerpo en la posición de tratamiento.

## Resultados
En general la terapia por radiación ha tenido un fuerte impacto en la eliminación de tumores. La tomoterapia encierra el envío secuencial de radiaciones a un tumor por partes, esto tiene dos factores importantes. El primero, este método es conocido como «apareamiento de zonas» y brinda la posibilidad de marcar dos zonas en relación con la temperatura. El segundo elemento que es que el paciente o el tumor se muevan durante la radiación secuencial; en consecuencia a esto, se mostrará un espacio de temperatura. El primer problema puede ser minimizado por la apropiada construcción del sistema de radiación. El segundo requiere gran atención en la posición de envío del rayo, es decir, manejar un buen alineamiento. 
La tomoterapia alcanzó gran popularidad debido a la gran probabilidad de cura en comparación con otros métodos. En general, la homogeneidad del método es muy buena debido a los procesos de apareamiento de zonas.